# B. Szabó István
B. Szabó István (Békés, 1893. március 28. – Békés, 1976. december 28.) kisgazdapárti politikus, miniszter.

## Élete
B. Szabó István 1893-ban született Békésen. Négy gimnáziumi osztály elvégzése után a család 80 holdas birtokán gazdálkodott. Az I. világháború idején behívták katonának, a keleti fronton harcolt, és Przemyśl ostrománál esett orosz hadifogságba, ahonnan 1919-ben tudott hazatérni.
1924-től politizált, először a Kisgazda Kör, majd a földmunkásokat tömörítő Népkör vezetőségi tagja, illetve elnöke volt. 1931–35 között Békés képviselő-testületének tagja, illetve 1931–34 között a község bírája is volt. A Független Kisgazdapárt egyik alapító tagja, 1933-tól 1947-ig a párt Békés megyei szervezetének elnöke, majd 1941-től a Magyar Parasztszövetség alelnöke. 1939-ben a FKGP listáján országgyűlési képviselő (1939–44) lett. 1943-ban aláírta az FKGP-nak a Kállay Miklós kormányához benyújtott háborúellenes memorandumát. 1944. március 19-én az ország német megszállását követően, németellenes magatartása miatt bujkálni kényszerült.
A háború után Békés megyében ő szervezte újjá az FKGP-t, majd 1945. augusztus 20-tól a párt Politikai Bizottságának tagja, egyik országos alelnöke lett. December 21-én képviselőként vett részt az Ideiglenes Nemzetgyűlés alakuló ülésén, az Ideiglenes Nemzeti Kormány honvédelmi minisztériumi politikai államtitkára lett, majd 1946. február 23-tól december 18-ig Nagy Ferenc kormányában volt államminiszter. Az általa szervezett „alkotmányvédő” csoport Nagy Ferenc programjának érvényben tartását, a Kisgazdapárt egységének megőrzését tekintette a legfőbb céljának. A kommunista párt, illetve a szovjet politikának behódolt kisgazdapárti vezetők ellenakciói miatt azonban a szervezkedés ellankadt. 1947 februárjában lemondott az FKGP Politikai Bizottságában viselt tagságáról, majd 1947. augusztus 12-én kilépett az FKGP-ból és csatlakozott a Pfeiffer Zoltán vezette Magyar Függetlenségi Párthoz. Ám az 1947. augusztus 31-én megtartott, ún. kékcédulás választáson a Választási Bizottság megakadályozta, hogy képviselőjelöltként induljon. Visszavonult a politikai élettől, és a családi birtokon gazdálkodott. 1950-ben kuláklistára került, így lehetetlenné vált számára a további gazdálkodás. Debrecenben, majd Budapesten vállalt különböző alkalmi munkákat.
Az 1956-os forradalom idején részt vett az FKGP újjászervezésében, október 30-án pedig az Intéző Bizottságnak lett a tagja. 1956. november 3-án államminiszterként tagja lett Nagy Imre rövid életű harmadik kormánynak. 1956. november 4-én reggel a Parlament épületében rajta kívül már csak Tildy Zoltán és Bibó István államminiszter tudott megjelenni az összehívott minisztertanácson. A forradalom leverése után nem kapott menedékjogot sem az USA, sem Nagy-Britannia nagykövetségén. 1957 márciusában letartóztatták, 1958-ban koholt vádakkal három évre ítélték. 1959 végén egyéni kegyelemmel szabadult Márianosztráról.
Nyugdíjazásáig fizikai munkásként dolgozott. 1965-ben költözött vissza Békésre – a 80 holdas gazdaságából számára meghagyott – másfél holdas kertjében gazdálkodott. Itt hunyt el 1976-ban.